# Jaimeson Lee
Jaimeson Tierra Lee (Austin, 19 giugno 1998) è un'allenatrice di pallavolo e pallavolista statunitense, nel ruolo di palleggiatrice, assistente allenatrice della Howard.

## Carriera

### Club
La carriera di Jaimeson Lee inizia a livello giovanile nella formazione dell'Austin Juniors, con cui gioca per sette anni; parallelamente gioca anche nei tornei scolastici texani con la Brentwood Christian. Dopo il diploma partecipa alla lega universitaria di NCAA Division I, disimpegnandosi dal 2016 al 2019 con la George Washington.
Nella stagione 2020-21 sigla il suo primo contratto da professionista con le greche del Lamias 2013, partecipando alla Volley League; conclusi gli impegni con la formazione ellenica, disputa la Liga de Voleibol Superior Femenino 2021 con le Changas de Naranjito, venendo inoltre impiegata come giocatrice locale grazie alle origini portoricane della sua famiglia. Poco dopo l'inizio della stagione seguente viene ingaggiata dal Wiesbaden, nella 1. Bundesliga tedesca, per ottemperare all'infortunio della connazionale Erica Handley.
Per la Liga de Voleibol Superior Femenino 2022 gioca di nuovo con le Changas de Naranjito, mentre nella stagione 2022-23 gioca in Portogallo con il Braga, impegnato in Primeira Divisão.

### Allenatrice
Nel 2023 torna in NCAA Division I come assistente allenatrice della Howard.